# سفارة بنين في الولايات المتحدة
سفارة بنين في الولايات المتحدة هي أرفع تمثيل دبلوماسي لدولة بنين لدى الولايات المتحدة. تقع السفارة في شمال غربي واشنطن العاصمة وهي تهدف لتعزيز المصالح البنينية في الولايات المتحدة.

## وصلات خارجية
- الموقع الرسمي
- قائمة سفارات بنين
- قائمة السفارات في الولايات المتحدة